# Melasina brachiata
Melasina brachiata är en fjärilsart som beskrevs av Edward Meyrick 1919. Melasina brachiata ingår i släktet Melasina och familjen säckspinnare. Inga underarter finns listade i Catalogue of Life.